# Petra Wimbersky
Petra Wimbersky, född den 9 november 1982 i München, Tyskland, är en tysk fotbollsspelare. Vid fotbollsturneringen under OS 2004 i Aten deltog hon i det tyska lag som tog brons. 